# المبرد (فلم)
المبرد (بالإنجليزية: The Cooler) فيلم أمريكي من نوع الدراما الرومانسية صدر عام 2003، من إخراج واين كرامر والسيناريو من تأليف فرانك هانا.

## روابط خارجية
- مقالات تستعمل روابط فنية بلا صلة مع ويكي بيانات